# Korvpalli Meistriliiga
La Korvpalli Meistriliigaa, nota anche come KML, è la massima serie del campionato estone di pallacanestro.

## Storia
Dopo il crollo dell'Unione Sovietica nel 1992, l'Estonia liberatasi dall'occupazione Sovietica nel 1991, come gli altri paesi baltici e le ex-Repubbliche Sovietiche, ha cominciato ad organizzare un campionato di pallacanestro.
In Estonia il club più titolato è il Kalev/Cramo di Tallinn e il Tartu Ülikool/Rock di Tartu.

## Albo d'oro
- 1991-1992  Kalev
- 1992-1993  Kalev
- 1993-1994  Pirita
- 1994-1995  Kalev
- 1995-1996  Kalev
- 1996-1997  Tallinn
- 1997-1998  Kalev
- 1998-1999  Tallinn
- 1999-2000  Tartu Ülikooli
- 2000-2001  Tartu Ülikooli
- 2001-2002  Kalev
- 2002-2003  Kalev
- 2003-2004  Tartu Ülikooli
- 2004-2005  Kalev/Cramo
- 2005-2006  Kalev/Cramo
- 2006-2007  Tartu Ülikooli
- 2007-2008  Tartu Ülikooli
- 2008-2009  Kalev/Cramo
- 2009-2010  Tartu Ülikooli
- 2010-2011  Kalev/Cramo
- 2011-2012  Kalev/Cramo
- 2012-2013  Kalev/Cramo
- 2013-2014  Kalev/Cramo
- 2014-2015  Tartu Ülikooli
- 2015-2016  Kalev/Cramo
- 2016-2017  Kalev/Cramo
- 2017-2018  Kalev/Cramo
- 2018-2019  Kalev/Cramo
- 2019-2020 non disputato
- 2020-2021  Kalev/Cramo
- 2021-2022  Pärnu
- 2022-2023  Kalev/Cramo
- 2023-2024  Kalev/Cramo
- 2024-2025  Kalev/Cramo

## Vittorie per club
| Club           | Titolo | Città   | Anno                                                                                     |
| -------------- | ------ | ------- | ---------------------------------------------------------------------------------------- |
| Kalev/Cramo    | 15     | Tallinn | 2005, 2006, 2009, 2011, 2012, 2013, 2014, 2016, 2017, 2018, 2019, 2021, 2023, 2024, 2025 |
| Tartu Ülikooli | 7      | Tartu   | 2000, 2001, 2004, 2006, 2008, 2010, 2015                                                 |
| Kalev          | 7      | Tallinn | 1992, 1993, 1995, 1996, 1998, 2002, 2003                                                 |
| Tallinn        | 2      | Tallinn | 1997, 1999                                                                               |
| Tallinna Kalev | 1      | Tallinn | 1994                                                                                     |
| Pärnu          | 1      | Pärnu   | 2022                                                                                     |